# Skrušny
Skrušný je priimek več znanih Slovencev:
- Jaroslav Skrušný (*1947), pravnik, urednik, prevajalec
- Václav Skrušný (1873—1949), slovenski slikar in scenograf češkega rodu